# Самойленко Анастасія Сергіївна
Анастасі́я Сергі́ївна Само́йленко (* 1990; до шлюбу Шляхова) — російська волейболістка, центральна блокуюча красноярського «Єнісея» та збірної Росії, майстер спорту міжнародного класу.

## З життєпису
Народилася 1990 року в селі Жовтневе Софіївського району Дніпропетровської області, її батьки займалися баскетболом. З родиною переїхала до Росії.
Починала грати у волейбол у ДЮСШ № 4 Нижньокамська.
- Чемпіонат Європи з волейболу серед жінок 2013 — золота нагорода
- Волейбол на Літній універсіаді 2013 — жіночий турнір — золота нагорода
- Світовий Гран-прі з волейболу 2015 — срібна нагорода